# Ajos Chariton
Ajos Chariton (gr. - Αγιος Χαρίτων, tur. - Ergenekon) – wieś na Cyprze, w Dystrykcie Famagusta, 10 km na północ od Maratowunos, na południowym zboczu Kyrenii. Znajduje się de facto pod zarządem Cypru Północnego.